# Hubert (auteur)
Pour les articles homonymes, voir Boulard et Hubert.
Hubert (pseudonyme d'Hubert Boulard, né le 21 janvier 1971 à Saint-Renan et mort le 12 février 2020 à Paris) est un coloriste et un scénariste français de bande dessinée.

## Biographie
Hubert Boulard est issu d'une « famille d'artisans, peu aisée et fort catholique », qui rejette son homosexualité, ce qui le fait longtemps se sentir « comme un monstre ». Il a par ailleurs souffert de dépression non diagnostiquée de 9 ans à 25 ans : de son propre aveu, les difficultés qu'il a traversé se traduiront ensuite dans ses œuvres par la présence de « beaucoup de monstres et de personnages en marge ». Diplômé de l'École régionale des beaux-arts d'Angers (après avoir fréquenté celle de Quimper), il abandonne assez vite la voie des arts plastiques pour celle de la bande dessinée. Il entre dans ce secteur à la fin des années 1990, après avoir rencontré Yoann aux Beaux-Arts d'Angers, qui lui fait découvrir des auteurs tels qu'Alex Barbier.
Coloriste, il travaille notamment avec Yoann et Éric Omond (Ninie Rezergoude, La Voleuse du Père Fauteuil), Corbeyran (Le Clan des chimères), Richard Malka et Paul Gillon (L’Ordre de Cicéron), David B. (Par les Chemins Noirs) et Jason.
En parallèle, il entame une carrière de scénariste en 2002 avec la publication du Legs de l'alchimiste (avec Hervé Tanquerelle) et des Yeux Verts (avec Zanzim). Il réalise aussi Miss Pas Touche, dessiné par les Kerascoët et publié chez Dargaud Poisson pilote, son premier succès critique et public, dont les ventes représentent, en 2017, 30 000 exemplaires. Une autre de ses séries, Beauté (Dupuis), réalisée également avec les  Kerascoët, reçoit le prix du meilleur roman graphique de l’année 2015 au Firecracker Alternative Book Award, organisé aux États-Unis. Depuis, Hubert a conclu des collaborations avec notamment  Ohm, Étienne Le Roux, Marie Caillou (La Chair de l'araignée, et Ligne droite), Virginie Augustin (Monsieur désire ?), avec lequel les auteurs remportent en 2017 le prix Diagonale du meilleur album. Avec Bertrand Gatignol, il crée Les Ogres-Dieux, qui lui vaut le prix de la meilleure série en Italie en octobre 2019 au Lucca Comics and Games, plus grand festival européen de bande dessinée.
Hubert dirige un ouvrage collectif, Les Gens normaux, paroles lesbiennes gay bi trans (Casterman), contenant témoignages et textes de référence ; l'ouvrage est publié en 2013, alors que se tient en France le vote de la loi légalisant le mariage homosexuel,.
En 2019, il livre le scénario du Boiseleur : Les Mains d'Ilian (Soleil), servi par le dessin de Gaëlle Hersent.
En termes d'influences, il apprécie les auteurs comme Joyce Carol Oates, William Faulkner et Joseph Conrad, ainsi que Fred. Actua BD estime que « La monstruosité, la laideur : intérieure, fantasmée, sociale… face à l’innocence et à la beauté est une de ses thématiques majeures de son travail ».
Il meurt le 12 février 2020, à l'âge de 49 ans, a annoncé son éditeur dans un communiqué de presse,,. Il a mis fin à ses jours.
Il rédige le scénario de Peau d'homme, dessiné par Zanzim et paru en 2020. L'ouvrage remporte le grand prix de la critique 2021 et figure dans la sélection pour le fauve d'or au Festival d'Angoulême 2021. En parallèle, le volume 4 des Ogres-dieux, intitulé Première-née, bénéficie d'un nouveau très bon accueil critique ,, et figure aussi dans la sélection 2021.

## Ouvrages
Sauf précision, Hubert est le scénariste de ces ouvrages.
- Le Legs de l'alchimiste (dessin : Hervé Tanquerelle puis Benjamin Bachelier), Glénat, coll. « La Loge noire » :

1. Joachim Overbeck, 2002[23].
2. Léonora von Stock, 2003.
3. Monsieur de St-Loup, 2004.
4. Maître Helvetius, 2006.
5. Anna et Zaccharia, 2007.

- Les Yeux verts (dessin : Zanzim), Carabas, coll. « Cockpit » :

1. La Politesse des monstres, 2002.
2. Capitale des enfers, 2004.
  - Les Yeux verts, Glénat, coll. « 1000 Feuilles », 2023 : intégrale augmentée du matériel constituant le troisième tome inachevé[24].

- Miss Pas Touche (dessin : Kerascoët), Dargaud, coll. « Poisson pilote » :

1. La Vierge du bordel, 2006.
2. Du sang sur les mains, 2007.
3. Le Prince charmant, 2008.
4. Jusqu'à ce que la mort nous sépare, 2009.

- La Sirène des pompiers (dessin : Zanzim), Dargaud, coll. « Poisson Pilote », 2006.
- Bestioles (dessin : Ohm), Dargaud, 2010.
- La Chair de l'araignée (dessin : Marie Caillou), Glénat, coll. « 1000 Feuilles », 2010.
- Beauté (dessin : Kerascoët), Dupuis :

1. Désirs exaucés, 2011.
2. La Reine indécise, 2012.
3. Simples Mortels, 2013.
  - Beauté, 2014 : intégrale en bichromie.

- Ma vie posthume (dessin : Zanzim), Glénat, coll. « 1000 feuilles » :

1. Ne m'enterrez pas trop vite, 2012.
2. Anisette et Formol, 2013.

- WW2.2., t. VI : Chien Jaune (dessin : Étienne Le Roux), Dargaud, 2013.
- La Ligne droite (dessin : Marie Caillou), Glénat, coll. « 1000 Feuilles », 2013.
- (scénario et recueil des témoignages), Les Gens normaux. Paroles lesbiennes, gay, bi, trans (dessin : Pedrosa, Dormal, Augustin et al.), Casterman, 2013.
- (scénario et adaptation), Le Temple du passé (dessin : Étienne Le Roux), Ankama, coll. « Les Univers de Stefan Wul » :

1. Entrailles, 2014  (ISBN 978-2-359-10499-8).
2. Envol, 2015 (ISBN 978-2-359-10811-8).

- Les Ogres-Dieux (dessin : Bertrand Gatignol), Soleil, coll. « Métamorphose » :

1. Petit, 2014.
2. Demi-Sang, 2016.
3. Le Grand Homme, 2018.
4. Première-née, 2020.

- Monsieur désire ? (dessin : Virginie Augustin), Glénat, 2016[25].
- La nuit mange le jour (dessin : Paul Burckel), Glénat, coll. « 1000 Feuilles », 2017.
- Le Boiseleur (dessin : Gaëlle Hersent), Soleil, coll. « Métamorphose » :

1. Les Mains d'Ilian, 2019 (ISBN 978-2-302-07778-2).
2. L’Esprit d’atelier, 2022 (ISBN 978-2-302-09848-0).

- Peau d'homme[26] (dessin : Zanzim), Glénat, coll. « 1000 Feuilles », 2020.
- Joe la pirate. La Vie rêvée de Marion Barbara Carstairs (dessin : Virginie Augustin), Glénat, 2021.
- Ténébreuse (dessin : Vincent Mallié), Dupuis, coll. « Aire libre » :

1. Livre premier, 2021.
2. Livre second, 2022.

## Distinctions
- 2011 : sélection officielle jeunesse du festival d'Angoulême pour Bestioles (avec Ohm)[32].
- 2012 : sélection officielle du festival d'Angoulême pour Beauté, t. 1 : Désirs exaucés (avec Kerascoët)[33].
- 2015 : 
  - prix Jacques-Lob pour son œuvre de scénariste au festival BD Boum[34] ;
  -  Firecracker Alternative Book Award du meilleur roman graphique pour l'édition américaine de Beauté (Beauty, NBM Publishing)[35].
- 2017 : 
  -  prix Diagonale du meilleur album pour Monsieur désire ? (avec Virginie Augustin)[10] ;
  -  Gran Guinigi de la meilleure série pour Les Ogres-Dieux (Gli Orchi Dei) au festival Lucca Comics and Games (avec Bertrand Gatignol)[36] ;
  - finaliste du Grand prix de la critique ACBD pour Monsieur désire ? (avec Virginie Augustin)[37] ;
  - sélection officielle du festival d'Angoulême 2017 pour Les Ogres-Dieux, t. 2 : Demi-sang (avec Betrand Gatignol)[2].

- 2020 :
  - Grand prix RTL de la bande dessinée pour Peau d'homme (avec Zanzim)[38]
  - Prix de la BD du Point pour Peau d'homme (avec Zanzim)[39]
  - Prix Landerneau 2020, avec Zanzim, pour Peau d'homme[40].
  - Grand prix de la critique ACBD pour Peau d'homme, avec Zanzim[18]

- 2021 :
  - Prix Meilleur Album de bande dessinée 2021 pour Les Ogres-Dieux : Première-Née, aux Imaginales d'Epinal, avec Bertrand Gatignol au dessin[41].

#### Articles de presse
- Frédéric Bosser, Hubert et Bertrand Gatignol, « Hubert, Gatignol : les liens du sang. Interview », dBD, no 130,‎ février 2019, p. 52-59.
- Hubert (interviewé), « Hubert, le touche à tout », dBD, no 25,‎ août 2008, p. 66-69.
- Hubert (interviewé) et Frédéric Bosser, « Hubert, les mots bleus », dBD, no 4,‎ juillet-août 2006, p. 40-43.
- Hubert (interviewé) et Marius Jouanny, « Des contes oui, mais des qui grincent », Casemate, no 129,‎ octobre 2019, p. 8-10.
- Olivier Mimran, « Le Temple du passé, t. 1 : l'autre voyage intérieur », dBD, no 83,‎ mai 2014, p. 78.
- « Bande dessinée. "La morale est de retour... " », Le Télégramme,‎ 11 janvier 2017 (lire en ligne).
- Benjamin Roure, « La Bédéthèque idéale #134 : sexe, pouvoir et féminisme, par Virginie Augustin et Hubert », Télérama,‎ 8 octobre 2016 (lire en ligne).